# 314-й отдельный разведывательный авиационный полк
314-й разведывательный авиационный полк  — воинская часть вооружённых СССР в Великой Отечественной войне.

## История
Сформирован в 1941 году в Слониме, перед войной переброшен в Барановичи. На вооружении полка состояли редкие для ВВС РККА самолёты Як-2 (19 самолётов) и Як-4 (34 самолёта)  (по другим данным 28 самолётов обоих типов ), полученные в апреле 1941 года, и 5 самолётов СБ, оборудованных для ведения разведки. Однако всего 6 лётчиков полка были обучены полётам на новой технике и 12 проходили обучение, в том числе Георгий Береговой, впоследствии лётчик-космонавт, дважды Герой Советского Союза.
В составе действующей армии с 22 июня 1941 по 20 сентября 1941 года.
На 22 июня 1941 года входил в состав ВВС Западного Особого военного округа. Понёс чувствительные потери при бомбардировке аэродрома. В течение июня-июля 1941 года осуществляет вылеты на разведку и бомбардировку, 30 июня 1941 года А. В. Бабушкин, штурман экипажа Як-4, впоследствии Герой Советского Союза, сбил атаковавший его Bf-109 (вероятно из состава IV/JG51). Силами полка также были вскрыты выдвижение 3-й танковой группы на Гродно и 2-й танковой группы — на Пружаны и далее на Барановичи.
К 10 июля 1941 года в составе полка оставалось не более 6-7 самолётов. Экипажи частью погибли, частью были эвакуированы, частью пополнили наземные рода войск. Во второй половине июля 1941 года полк был отведён в Москву, а затем в Медынь, где был доукомплектован, получив 18 самолётов Як-4 и уже к концу месяца вновь был направлен на фронт, базировался неподалёку от места дислокации штаба Западного фронта. Уже к 10 августа в составе полка оставалось лишь 8 самолётов, вскоре и они были потеряны, и 20 сентября 1941 года полк был расформирован.
Всего за время боевых действий полк совершил 127 боевых вылетов.

## Подчинение
| Дата            | Фронт (округ)  | Армия | Корпус | Дивизия | Примечания |
| --------------- | -------------- | ----- | ------ | ------- | ---------- |
| 22.06.1941 года | Западный фронт | -     | -      | -       | -          |
| 01.07.1941 года | Западный фронт | -     | -      | -       | -          |
| 10.07.1941 года | Западный фронт | -     | -      | -       | -          |
| 01.08.1941 года | Западный фронт | -     | -      | -       | -          |
| 01.09.1941 года | Западный фронт | -     | -      | -       | -          |

## Командиры
- Тюрин, Трофим Романович, полковник [3]